# Reial Acadèmia de Ciències i Arts de Barcelona

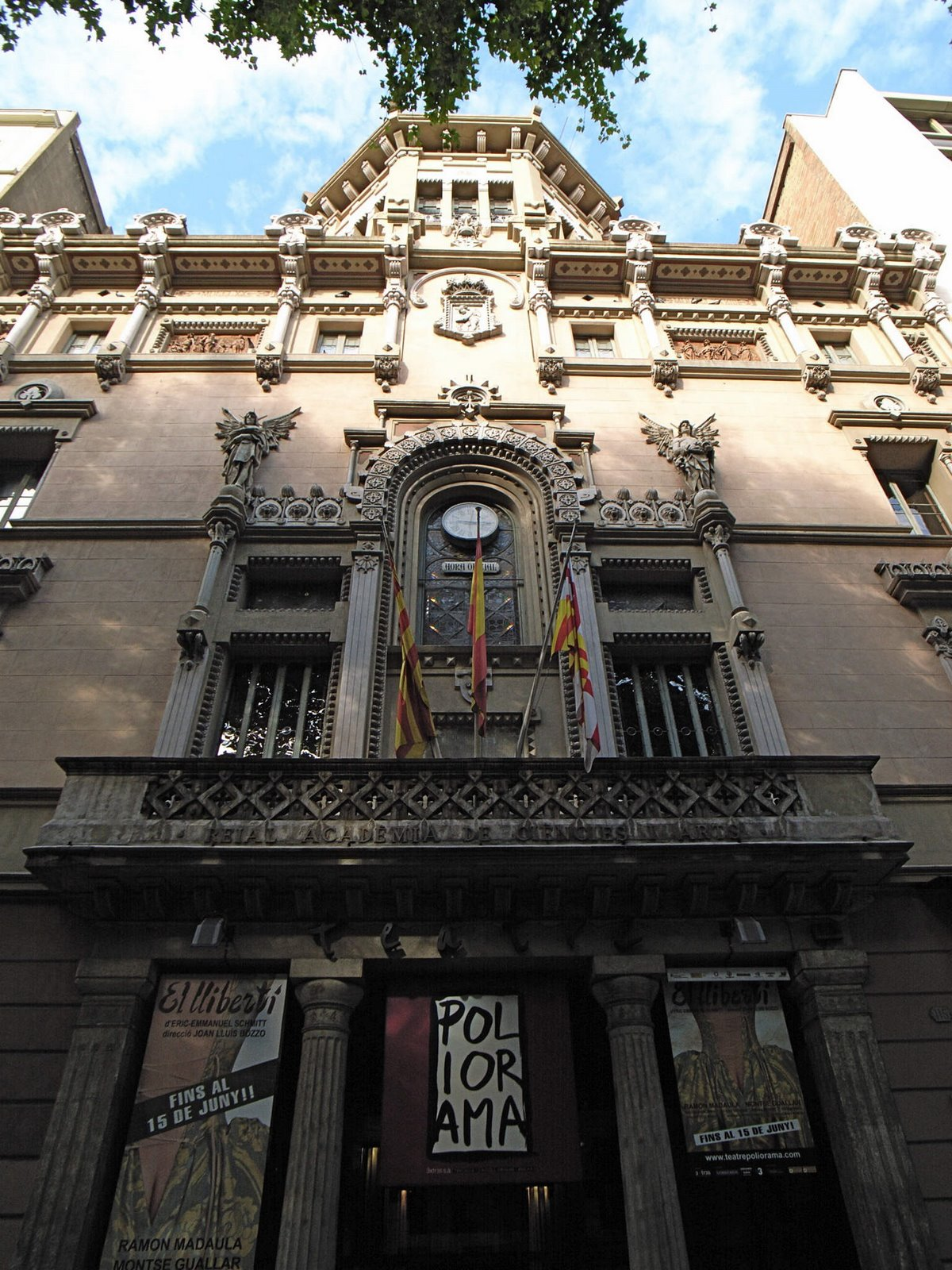
Der Sitz der Reial Acadèmia de Ciències i Arts de Barcelona auf der Ramblas No. 115 in Barcelona

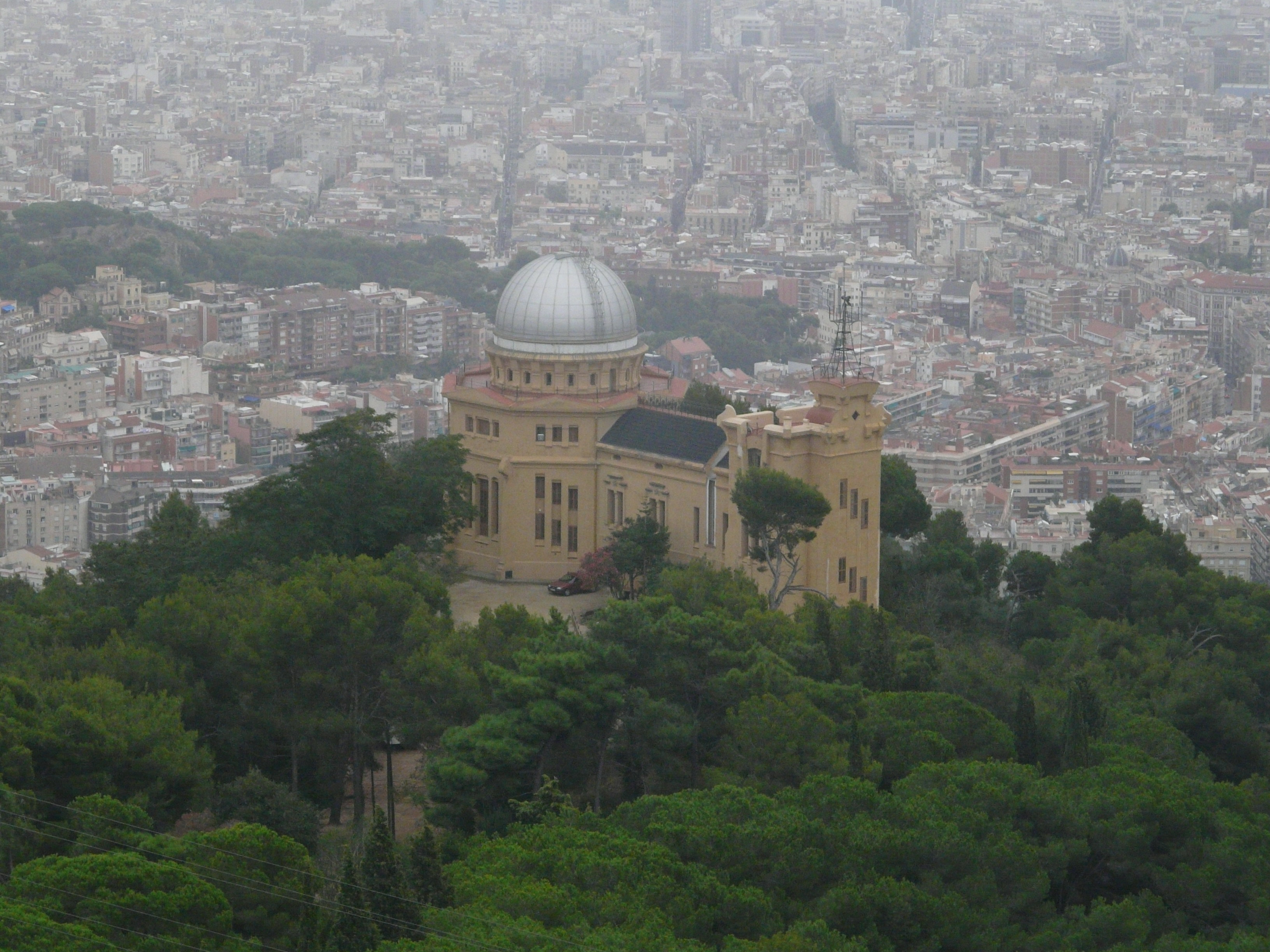
Das zur Reial Acadèmia de Ciències i Arts de Barcelona gehörende Fabra-Observatorium auf dem Tibidabo in Barcelona

Die Reial Acadèmia de Ciències i Arts de Barcelona (abgekürzt RACAB, Königliche Akademie der Wissenschaften und Künste von Barcelona) ist eine katalanische Wissenschafts- und Kunstakademie in Barcelona. Die Akademie hat heute ihren Sitz auf der Rambla No. 115 in Barcelona in einem von dem Architekten Josep Domènech i Estapà 1894 erbauten Gebäude.

## Geschichte der Reial Acadèmia
Die Akademie wurde am 18. Januar 1764 unter dem Namen Conferència Fisicomatemàtica Experimental gegründet. Ihr erster Präsident war Frances Subiràs, der erste Sekretär Joan Antoni Desvalls i d’Ardena, Markgraf von Lluipià (Rousillon). Zu Beginn umfasste die Akademie 16 Mitglieder. Die ersten Versammlung fanden in den hinteren Räumen einer Barceloneser Apotheke statt. Später zog man in eine Mansarde in der Carrer de la Boqueria um. Hier richtete man ein Experimental-Kabinett mit zahlreichen Instrumenten ein.
Im Dezember 1765 reorganisierte man die Akademie und änderte den Namen auf Reial Conferència Física. Man gab sich neue Statuten. Der jeweilige Generalkapitän von Katalonien war Präsident der Gesellschaft. Das Tätigkeitsfeld wurde auf alle Naturwissenschaften und auf den Fortschritt in den nützlichen Künsten erweitert. Es wurden zahlreiche neue Sektionen eingerichtet wie: Algebra, Geometrie, Statik, Hydrostatik, Elektrizität, Magnetismus, Optik, Pneumatik, Akustik, Naturgeschichte, Botanik, Chemie, Landwirtschaft. 1770 erhob Karl III. von Spanien die Institution in den Rang einer königlichen Akademie, der Reial Acadèmia de Ciències Naturals i Arts. 1892 wurde der Name zu Reial Acadèmia de Ciències Naturals i Arts de Barcelona angepasst. 1796 bezog die Akademie einen Teil des Gebäudes der Rambla dels Estudis, das zuvor den Jesuiten gehört hatte. Dieses Gebäude wurde 1887 durch Josep Domènech i Estapà umgebaut und modernisiert.
Da Barcelona keine Universität hatte, ja eine akademische Lehr- und Ausbildungstätigkeit dort untersagt war, wurden an der Reial Acadèmia physikalische und naturwissenschaftliche Seminare abgehalten. Das Niveau dieser Seminare wurde mit den Jahren hoch anspruchsvoll. 1770 führte Joan Pau Canals erste wissenschaftliche Arbeiten über roten Farbstoff durch. Später entwickelte Francesc Carbonell darauf aufbauend die Kenntnisse zum Farbstoff Türkischrot, auch Adrianopelrot genannt, ein Wissen, das die Türken als Industriegeheimnis zu schützen gesucht hatten. 1790 hielt Antoni Martí i Franquès Vorlesungen zum Anteil von Sauerstoff in der Luft gemäß den Gesetzen von Lavoisier. 1795 präsentierte Francesc Salvà i Campillo die Theorie des elektrischen Telegrafen. 1890 präsentierte Francesc Xavier de Bolòs den Vulkanismus der Garrotxa und der Gegend um Olot.

## Veröffentlichungen und aktuelle Aktivitäten
Die Akademie gab im 18. und 19. Jahrhundert zahlreiche Monographien heraus. 1835 begann man mit der regelmäßigen Publikation der Memorias. In dieser Reihe wurden circa 800 Arbeiten publiziert, die den wissenschaftlichen Fortschritt über eineinhalb Jahrhunderte in Barcelona reflektieren. Ab 1840 gab man die Reihe Boletín (Bulletin) heraus. Stand 2014 hat die Akademie 75 feste Mitglieder aus sieben verschiedenen Sektionen: 1. Mathematik und Astronomie, 2. Physik, 3. Chemie, 4. Geowissenschaften, 5. Biologie, 6. Technologie, 7. Künste. 1986 beteiligte sich die Akademie an der Errichtung der seismologischen Station in Font Martina im Massiv von Montseny. 2010 war man in Gemeinschaft mit dem Real Instituto y Observatorio de la Armada (ROA) de Cadis und der Universität Barcelona Projektbeteiligter bei der Errichtung des Teleskops von Montsec (Telescopi Fabra-Roa al Montsec) allerneuester Technologie. Im Jahr 2014 erhielt die Akademie das Creu-de-Sant-Jordi der Generalitat de Catalunya für 250 Jahre herausragender wissenschaftlicher Forschung.

## Wissenschaftler der Reial Acadèmia
Weitere bedeutende Wissenschaftler, die aus der Reial Acadèmia de Ciències i Arts hervorgingen, waren:
- Der Chemiker Josep Roura i Estrada (1797–1860) ist der Entdecker des weißen Sprengstoffs, weißes Pulver oder auch nach ihm selbst Roura Pulver genannt, wie auch der Beleuchtungstechnik durch Erhitzung von Calciumoxid über einer Wasserstoffflamme. Er ist derjenige, der die Beleuchtung von Orten und Städten mittels Gaslaternen auf der gesamten iberischen Halbinsel initiierte.
- Der Apotheker und pharmazeutische Chemiker Francesc Domènech i Maranges (1820–1904) installierte 1854 in Reus eine erste Gasbeleuchtung, ehe er 1866 seine Apotheke in Barcelona mit elektrischem Licht ausstattete. Er ist der erste, der auf der iberischen Halbinsel mit dem elektrischen Licht experimentiert hat.[3]
- Der Mathematiker und Pharmazeut Lorenç Presas i Puig (auch: Lorenç Preses i Puig, 1811–1875) sammelte über 40 Jahre lang meteorologische (thermometrische, hygrometrische, barometrische, Dunst- bzw. Wolkenbildungs-) Daten. Er setzte dabei auch Ballone ein.
- Der Chemiker Jaume Arbós i Tor (1824–1882) hatte ein spezielles Gasometer (gasòmetre d'aspiracio) erfunden.
- Der Mathematiker und Astronom Agustí Canelles i Carreres (1765–1818) war Mitglied einer Kommission, die die genaue Länge eines Meters fixiert hat.
- Der Botaniker und Feldarzt Mariano de la Gasca (1776–1839) hatte ein Herbarium von über 4000 Pflanzen angelegt.
- Die Geologen Lluís Marià Vidal i Carreras (1842–1922), Jaume Almera i Comas (auch Jaime Almera Comas, 1845–1919) und Josep Ramon Bataller i Calatayud (1890–1962).
- Die Mathematiker Josep Ricart i Giralt (1847–1930), Esteve Terradas i Illa (1883–1950).
- Die Astronomen Josep Comas i Solà (1868–1937) und Isidre Pòlit i Boixareu (1880–1958).
- Die Botaniker Antoni Cebrià Costa i Cuxart (1817–1886), Joan Cadevall i Diars (1846–1921), Pius Font i Quer (1888–1964).
- Der Meteorologe, Seismologe und Astronom Eduard Fontserè i Riba (1870–1970) verantwortete als erster ab 1891 den ersten offiziellen, spanischen, gesetzlichen Uhrzeitdienst, sowie seit seiner Errichtung im Jahr 1904 das Observatorium Fabra.

## Präsidenten der Reial Acadèmia
(Quelle:)

### Conferencia Phisico-Mathematica Experimental
- Francesc Subiràs (1764–1766)

### Real Conferencia Física
- Francesc de Dusay i de Fivaller (1766–1768)
- Jaume Roig (1768–1770)

### Reial Acadèmia de Ciències i Arts
- Jaume Roig (1770–1799)
- Joan Antoni Desvalls i d’Ardena (marquès de Llupià) (1799–1808), (1814–1820)
- Francesc de Dusay i de Marí (marquès de Monistrol) (1820–1824)
- Francesc de Bahi i Fonseca (1833)
- Albert Pujol Gurena (1833–1835)
- Agustí Yánez Girona (1835–1836), (1836–1837), (1841–1842), (1848–1849), (1853–1854), (1855–1856)
- Josep Antoni Llobet i Vall-llosera (1837–1838), (1844–1845), (1851–1852), (1856–1857), (1859–1860)
- Fèlix Janer i Bertrán (1838–1839), (1845–1846)
- Raimon Fors i Cornet (1839–1840)
- Joan Baptista Foix Gual (1842–1843)
- Pere Vieta i Gibert (1846–1847)
- Josep Melcior Prat i Solà (1847–1848), (1854–1855)
- Josep Antoni Balcells i Camps (1849–1850)
- Joan Josep Anzizu i Yurza (1850–1851)
- Ramon Muns i Seriñà (1852–1853)
- Josep Oriol i Bernadet (1857–1858)
- Antoni Rave i Bergnes (1858–1859), (1870–1872)
- Francesc Domenech i Maranges (1860–1861)
- Vicent Munner i Valls (1861–1862)
- Josep Arrau i Barba (1862–1863)
- Antoni Ciprià Costa Cuixart (1863–1864), (1867–1868)
- Narcís Vidal i Campderrós (1864–1866)
- Josep Oriol Mestres i Esplugas (1866–1867)
- Francesc Paradaltas i Pintó (1868–1870)
- Julià Casaña i Leonardo (1872–1874), (1876–1878), (1884–1886)
- Ramon de Manjarres i Bofarull (1874–1876)
- Lucas Echeverría i Ugarte (1878–1880)
- Frederic Trémols i Borrell (1880–1882)
- Àngel del Romero i Walsh (1882–1884), (1886–1888), (1894–1895)
- Joan Montserrat i Archs (1888–1890)
- Rafael Puig i Valls (1892–1894), (1904–1906)
- Silví Thos i Codina (1895–1904)
- Jaume Almera i Comas (1906–1908)
- Eugeni Mascareñas i Hernández (1908–1910)
- Luis Mariano Vidal i Carreras (1910–1912)
- Josep Domènech i Estapà (1912–1914)
- Pere Marcer Oliver (1914–1916)
- Eduard Alcobé i Arenas (1916–1924), (1939–1945)
- Josep Serrat i Bonastre (1924–1926)
- Carles de Camps i Olzinellas (marqués de Camps) (1926–1939)
- Paulí Castells Vidal (1945–1946)
- Eduard Vitoria Miralles (1946–1951)
- Francesc Pardillo Vaquer (1951–1955)
- Isidre Pòlit i Boixareu (1956–1958)
- Francesc Planell i Riera (1958–1961)
- Josep Pascual i Vila (1962–1977)
- Lluís Solé i Sabarís (1977–1983)
- Enric Freixa i Pedrals (1983–1995)
- Ramon Parés i Farràs (1995–2004)
- Rafael Foguet i Ambròs (2004–2011)
- Ramon Pascual de Sans (2011-...)